# Polen i olympiska sommarspelen 1964
Polen deltog med 140 deltagare vid de olympiska sommarspelen 1964 i Tokyo. Totalt vann de sju guldmedaljer, sex silvermedaljer och tio bronsmedaljer.

## Medaljer

### Guld
- Józef Grudzień - Boxning, lättvikt.
- Jerzy Kulej - Boxning, lätt weltervikt.
- Marian Kasprzyk - Boxning, weltervikt.
- Teresa Ciepły, Irena Szewińska, Halina Górecka och Ewa Kłobukowska - Friidrott, 4 x 100 meter stafett.
- Józef Szmidt - Friidrott, tresteg.
- Egon Franke - Fäktning, florett.
- Waldemar Baszanowski - Tyngdlyftning, 67,5 kg.

### Silver
- Artur Olech - Boxning, flugvikt.
- Irena Szewińska - Friidrott, 200 meter.
- Teresa Ciepły - Friidrott, 80 meter häck.
- Irena Szewińska - Friidrott, längdhopp.
- Andrzej Zieliński, Wiesław Maniak, Marian Foik och Marian Dudziak - Friidrott, 4 x 100 meter stafett.
- Witold Woyda, Zbigniew Skrudlik, Ryszard Parulski, Egon Franke och Janusz Rozycki - Fäktning, florett.

### Brons
- Józef Grzesiak - Boxning, lätt mellanvikt.
- Tadeusz Walasek - Boxning, mellanvikt.
- Andrzej Badeński - Friidrott, 400 meter.
- Ewa Kłobukowska - Friidrott, 100 meter.
- Emil Ochyra, Jerzy Pawłowski, Ryszard Zub, Andrzej Piątkowski och Wojciech Zabłocki - Fäktning, sabel.
- Mieczysław Nowak - Tyngdlyftning, 60 kg.
- Marian Zieliński - Tyngdlyftning, 67,5 kg.
- Ireneusz Paliński - Tyngdlyftning, 90 kg.
- Krystyna Czajkowska, Józefa Ledwig, Maria Golimowska, Jadwiga Rutkowska, Danuta Kordaczuk, Krystyna Jakubowska, Jadwiga Książek, Maria Śliwka, Zofia Szczęśniewska, Krystyna Krupa, Hanna Krystyna Busz och Barbara Hermela-Niemczyk - Volleyboll.